# 山形県道101号米沢浅川高畠線
山形県道101号米沢浅川高畠線（やまがたけんどう101ごう よねざわあさかわたかはたせん）は山形県米沢市と同県東置賜郡高畠町を結ぶ一般県道である。

## 路線概要

### 路線データ
- 起点：山形県米沢市
- 終点：同県東置賜郡高畠町

## 通過する自治体
- 山形県
  - 米沢市 - 高畠町

## 接続路線
- 国道121号舘山バイパス、国道287号、山形県道152号米沢環状線（起点）
- 山形県道3号米沢南陽白鷹線
- 国道13号米沢バイパス
- 山形県道1号米沢高畠線（終点）